# Micrevania berlandi
Micrevania berlandi är en stekelart som först beskrevs av Pierre L. G. Benoit 1952.  Micrevania berlandi ingår i släktet Micrevania och familjen hungersteklar. Inga underarter finns listade i Catalogue of Life.